# Phyllognathus excavatus
Phyllognathus excavatus é uma espécie de insetos coleópteros polífagos pertencente à família Dynastidae.
A autoridade científica da espécie é Forster, tendo sido descrita no ano de 1771.
Trata-se de uma espécie presente no território português.